# Bernard Muracciole
Pour les articles homonymes, voir Muracciole.
Bernard Muracciole, né le 24 novembre 1937 à Bizerte (Tunisie) et mort le 3 novembre 2022 à Suresnes, est un artiste lyrique, metteur en scène, concepteur de décors et de costumes, professeur de chant et d’art lyrique français. Il est le fils du poète corse Jacques Muracciole.
Bernard Muracciole a chanté au cours de sa carrière plus de 140 rôles différents dans tous les principaux théâtres de Paris : l’Opéra, l’Opéra-comique, le Châtelet, les Bouffes Parisiens, Bataclan, la Gaîté-Lyrique, Bobino, Salle Pleyel, Salle Gaveau, Salle Cortot, l'Eldorado, Théâtre du Palais-Royal, le Trianon etc. ainsi que dans tous les théâtres de province, et à l’étranger : Belgique, Luxembourg, Canada, Pologne, Sicile... à la radio et à la télévision.
Dirigé par les plus grands chefs d’orchestre (Jean-Claude Casadesus, Jésus Etcheverry, Pierre Dervaux, Antonio de Almeida, Nello Santi, Georges Prêtre, Uwe Mund, Richard Blareau ou Carlo Rizzi) et par les meilleurs metteurs en scène (Jean Le Poulain, Jorge Lavelli, Louis Ducreux, Jacques Luccioni, Robert Manuel, Sandro Sequi, Margarita Walmann etc.), il a été le partenaire d’artistes de renommée mondiale (Birgit Nilson, Nicolaï Ghiaurov, Andréa Guiot, Ariel Daunizeau, James King, Xavier Depraz, Guy Chauvet, Géori Boué, Robert Massard, Mady Mesplé, Gabriel Bacquier, Alain Vanzo etc.).
Il a composé des chansons (paroles et musiques), adapté de nombreux livrets d’opérettes, écrit un livret d’opéra La prison et une comédie musicale Paris-Amour.

## Biographie

### Jeunesse
Après des études classiques, Bernard Muracciole hésite entre les professorats d’anglais ou d’éducation physique (il est champion universitaire d’escrime et pratique le bodybuilding) et la carrière de dessinateur de bande-dessinée (Il illustrera une vie de Caruso dans le magazine Opéra). Le film Le grand Caruso avec le ténor Mario Lanza décide de sa carrière.
En 1958, il entre en classe de chant au conservatoire de Nice et y obtient un premier Prix (1959) et un Prix d’excellence (1960). En octobre 1960, il est reçu au Conservatoire National Supérieur de Musique de Paris. Il est engagé immédiatement dans les émissions lyriques produites à la télévision par Henri Spade. En 1962 il fait partie de la création, au Théâtre des Champs-Élysées, de l’ouvrage de Gilbert Bécaud L’opéra d’Aran.
En août 1963 il fait ses débuts aux Arènes de Cimiez à Nice dans le rôle de Tybalt de Roméo et Juliette aux côtés de Gabriel Bacquier et Michel Cadiou.
Après avoir rempli ses obligations militaires (1963/1965) il revient au Conservatoire pour achever ses études de chant, toujours dans les classes de Jean Giraudeau (chant), Roger Bourdin (art lyrique) et Fanély Revoil (opérette).

### Carrière
Début 1965 il crée à Mulhouse l’opéra d’Henri Tomasi Ulysse ou le beau périple (Antinoüs) et le 4 février 1966 il chante pour la première fois Rodolphe dans La Bohème de Puccini, en région parisienne. En juin 1966, il obtient trois premiers prix au Conservatoire : Chant, Art Lyrique et Opérette. Ces récompenses lui ouvrent les portes de l’Opéra et de l’Opéra Comique de Paris.
Il intègre la troupe de la RTLN (Réunion des Théâtres Lyriques Nationaux) comme ténor lyrique. Très rapidement il accède aux premiers plans et participe à la grande reprise du triptyque de Puccini (Rinuccio dans Gianni Schicchi), aux créations de La chauve-souris de Strauss (Alfred puis Orlowski) et de Colombe de Jean Anouilh et J-M Damase, aux reprises de Vol de nuit de Dalla Piccola (Pellerin) et de Les Troyens de Berlioz (Iopas) et chante La Bohème (Rodolphe), Madame Butterfly (Pinkerton) etc.
Parallèlement, il fait au sein du TRP (Théâtre de la Région Parisienne) une grande série de Manon (Des Grieux) et participe aux représentations du « Centre Lyrique Populaire de France » (CLPF) dirigé par Jacques Luccioni (fils du ténor José Luccioni). Il y interprète, aux côtés de la cantatrice Géori Boué, de mémorables Carmen (Don José), Faust (Faust), Werther (Werther), L’heure espagnole de Ravel (Gonzalve) et y crée trois ouvrages Lucrèce de Padoue (P.Hasquenoff) puis Don juan ou l’amour de la géométrie (Y. Séménoff) et Gabriel, ce cher Gabriel de José Berghmans. En 1967, il crée, avec le CLPF, le rôle d’Artus dans Le fou de Marcel Landowski à Varsovie.
En 1968, il enregistre à la télévision le rôle de Des Grieux dans Manon de Massenet mise en scène par Maurice Cazeneuve, première émission lyrique filmée en couleurs.
Fin 1970, Marcel Lamy, directeur du Théâtre du Châtelet, recherchant de nouvelle têtes d’affiche pour ses prochaines opérettes le persuade de quitter l’Opéra et de devenir la vedette de sa prochaine opérette à grand spectacle Louisiane, mes amours… d’Henri Bourtayre. Pendant 150 représentations Bernard Muracciole va endosser le costume de Don Miguel de Montemayor. 
À l’issue de cette aventure, la troupe de l’Opéra ayant été dissoute, il se consacre à l’opérette. Servi par son physique et ses dons de comédien il aborde un répertoire extrêmement étendu : il chante ainsi aussi bien les opérettes dites « Modernes », que les « Marseillaises », les « Classiques » et surtout les « Viennoises ».
Parallèlement dès 1969 il se consacre à la mise en scène. Ainsi, il dirige, très souvent en chantant et en créant les décors, une quarantaine de pièces à Paris (Bataclan, Trianon, Bouffes-Parisiens.) en province (Calais, Béziers, Bordeaux, Limoges, Strasbourg, Tourcoing...) et en Suisse (Genève) : Carmen, La Vie parisienne, Trois valses, Faust, Orphée aux enfers, Le Pays du sourire, Croquefer, Werther, La chauve-souris, Dédé, Sang viennois, Le téléphone, Le ventriloque, La belle Hélène, L’amour masqué, Ba-ta-clan, L’enfant qui a grandi trop vite etc. et Phi-phi qu’il met en scène pendant deux saisons à Paris, aux Bouffes-Parisiens tout en y interprétant le rôle du Prince Ardimédon. Il aura chanté d’ailleurs ce rôle plus de 300 fois. 
Dès 1973, il rejoint le « Centre France Lyrique » (CFL) dirigé par son ami Robert Geay, basse de l’Opéra. Cette association, subventionnée par l’Éducation nationale et le Ministère de la Culture, était chargée de faire découvrir l’Art Vocal et l’Art Lyrique dans les écoles primaires. Ainsi des milliers d’enfants de CM1, CM2 entre 9 et 12 ans dans tout l’hexagone (et jusqu’en Corse) ont eu le plaisir de découvrir, dans ses mises en scène, Le docteur miracle de Bizet, Le ventriloque et La sorcière du placard aux balais de Landowski ou Le garçon qui a grandi trop vite de Menotti, entre autres.
Au début des années 1980, sa rencontre avec le baryton Ugo Ugaro, de la Scala de Milan, va donner une direction différente à sa carrière. Après un travail fructueux, Ugaro lui fait découvrir une authentique voix de baryton.
Commence alors la troisième carrière de Bernard Muracciole qui va chanter un nouveau répertoire dans une nouvelle tessiture. 
Pendant quelques années Bernard Muracciole, afin de notifier son changement de voix, se produit sous le nom de Bernard-Jean Mura, avant de reprendre son patronyme.
Immédiatement il va chanter Escamillo dans Carmen, Figaro dans Le barbier de Séville, Zurga dans Les pêcheurs de perles, Scarpia dans La Tosca, Sharpless dans Madame Butterfly, Albert dans Werther, Mercutio dans Roméo et Juliette, Valentin dans Faust, Germont dans La Traviata... Il est ainsi, très souvent, amené à chanter « le » baryton dans les ouvrages dans lesquels il chantait « le » ténor.
Dans cette nouvelle tessiture il ne néglige pas pour autant l’opéra-comique : Brissac dans Les mousquetaires au couvent, Grand Pingouin dans Les saltimbanques ou Henri de Corneville dans Les cloches de Corneville ou la comédie musicale : le capitaine Von Trapp dans La mélodie du bonheur ou Horace dans Hello, Dolly...
Début 1984, il participe à l’inauguration du Palais des Festivals à Cannes en créant le rôle du Docteur Shrinck dans le dernier opéra de Gian-Carlo Menotti Le garçon qui a grandi trop vite, dirigé par Philippe Bender et mis en scène par l’auteur.
À l’Espace Cardin, fin 1984, le CFL monte pour 90 représentations Orphée aux enfers de Jacques Offenbach. Jorge Lavelli assure la mise en scène et Gian-Franco Rivoli la direction d’orchestre. Bernard Muracciole, lui, chante Mercure juché sur un monocycle.
En 1989, pour célébrer le bi-centenaire de la Révolution française il crée à Châteauroux La révolution en culottes courtes de Yanos Komivez. À cette occasion il chante l’Instituteur-Bateleur tout en mettant en scène 400 enfants des écoles primaires de la ville qui chantent et jouent les personnages de la Révolution.
De 1993 à 1996, il se produit dans des séries de représentations au théâtre Le Trianon à Paris : Les folies parisiennes de Jacques Offenbach (Caderousse) et trois créations du compositeur Guy Motta, qu’il met en scène et dans lesquelles il chante : Sissi, Impératrice (Andrassy), Casanova, l’aventurier de Venise (Cagliostro) et Fanfan la tulipe (Marquis de Bell’ Isle). Il participe à travers toute la France à de très nombreux concerts lyriques au sein de la troupe d'Yvonne Germain. Il n’en continue pas moins de chanter en province et à l’étranger, La vie parisienne (Offenbach) à Montréal, La belle Hélène (Offenbach) à Palerme.
Il a chanté et mis en scène ces dernières années Le barbier de Séville (Figaro) (Rossini), La Traviata (Germont) (Verdi), et L’amour masqué (Le baron d’Agnot) (Guitry-Messager) au Théâtre des Hauts-de-Seine (direction J-F Gassot). 
Riche de ses expériences vocales, il est professeur de chant et d’art lyrique dans un Conservatoire parisien depuis 1983 et donne encore des concerts avec ses élèves. 

## Récompenses
- Prix Christine Nilsson (1966), C.N.S.D.M de Paris.
- Chevalier de l'ordre des Palmes académiques (Promotion juillet 2015)

## Créations
- (J. Berghmans), Ce Cher Gabriel (L'ordonnateur de pompes funèbres'), Théâtre Gérard-Philipe de Saint-Denis. 1976
- (M. Blanchot-G.Sand), Les Beaux messieurs de Bois-Doré (Monsieur de Bois-Doré), Saint-Amand-Montrond, 1999
- (H. Bourthayre), Louisiane, mes amours (Don Miguel), Théâtre du Châtelet, Paris, 1970-1971
- (M. Cippolone), Lettre à Youki (R. Desnos), Théâtre Jean-Vilar, Vitry, 1990
- (J.M. Damase-J. Anouilh), Colombe(Armand), Théâtre Royal de Wallonie (Belgique), 1969 et Opéra-Comique, Paris, 1970
- (R. De Fragny), Cavalcade (Jacques), Opéra de Nantes, 1978
- (C. Delvencourt), Salut solennel en sol (Ténor solo), Théâtre des Champs-Élysées, Paris, 1965
- (P. Hasquenoph), Lucrèce de Padoue (L’employé d’état civil), Théâtre Gérard-Philipe, Saint-Denis, 1967
- (P. Hindemith), Aller et retour (Le médecin), Théâtre du Rond-Point, Paris, 1983
- (Y. Komivez), La Révolution en culotte courte (L'instituteur/Bateleur), Espace de Châteauroux, 1989
- (M. Landowski), La Sorcyère du placard à balais (Le notaire), Auditorium de Versailles, 1984
- Le Fou (Artus), Opéra de Varsovie, 1968
- (Méhul- Fau-Divers), La Fayette, un vent de liberté (Marquis de Lafayette), Théâtre du Bol d’or de Rochefort, 1981
- (G.C. Menotti), Le Garçon qui a grandi top vite (Le docteur Shrinck), Midem de Cannes, 1989
- (D. Milhaud), Les Opéras-minutes (Pergamon-Théramène), Théâtre du Rond-Point, Paris, 1983
- (G. Motta), Casanova (L'aventurier de Venise/Cagliostro), Théâtre Le Trianon, Paris, 1995
- Fnfan la Tulipe (Marquis de Belle Isle), Théâtre Le Trianon, Paris, 1996
- Sissi Impératrice (Comte Andrassy), Théâtre Le Trianon, Paris, 1994
- (M.Moussorgski), La foire de Sorochintsy (Le fils du Pope), Opéra d'Avignon, 1967
- (J. Offenbach), Les Folies parisiennes (Caderousse), Théâtre Le Trianon, Paris, 1993
- (C. Ricard), Le Chevalier Vermeil (Gauvain), Salle Cadet, GODF, Paris, 1982
- (F. Salez), Le Cercle (Vercingétorix), Salle Cadet, GODF, Paris, 1981
- (H. Semenoff), Don Juan ou l'Amour de la géométrie (Juan), Théâtre Gérard-Philipe, Saint-Denis, 1969 et création Opéra Royal de Wallonie, Liège, 1972
- (J. Strauss), La Chauve-souris (Alfred), Opéra-Comique, Paris, 1969
- (H. Tomasi), Ulysse ou le beau périple (Antinoüs), Opéra de Mulhouse, 1965

## Discographie
- Bi-centenaire de la naissance de Napoléon (1769-1969), I disque (1969) et CD Olivi OLC -514 (2010)[24].
- Trois Opéras minute, Darius Milhaud, CD Arion ARN 38720 (1983) Dir: Alexandre Siranossian
- La sorcière du placard aux balais, Marcel Landowski, CD AD 090. Auvidis (1984 et 1990), Naïve (2001) Dir : Yves Lestang
- L’enfant qui a grandi trop vite, Gian-Carlo Menotti, disque Auvidis AV 4277 (1984) et cassette Auvidis AV 5277 (1984) Dir : Philippe Bender.
- Les folies parisiennes, Jacques Offenbach, cassette PC 1993 Dir : Guy Motta
- Sissi Impératrice, Guy Motta, C.D. 1994 Dir : Guy Motta
- Casanova, l’aventurier de Venise, Guy Motta, CD 1995 Dir : Guy Motta
- Vous avez dit…Chansons maçonniques ?, Ed : Edimaf, livre et C.D. 1991
- Les plus beaux chants maçonniques de tous les temps, Ed : Edimaf, 1 CD. Dir : Jean-François Gassot. 2000
- 275 ans de chansons maçonniques, Ed : Edimaf, 2  CD Dir : Jean-François Gassot. 2003
- Les chansons maçonniques des Hauts Grades, Ed : Trédaniel, 1 livre et 2 CD. Dir : Jean-François Gassot. 2008
- Airs et Hymnes Maçonniques, Ed : Edimaf, 1 livre et 2 CD (Dir : Jean-François Gassot) et 1DVD (Réalisation : Michel Robin). 2015